# Käthe Münzer

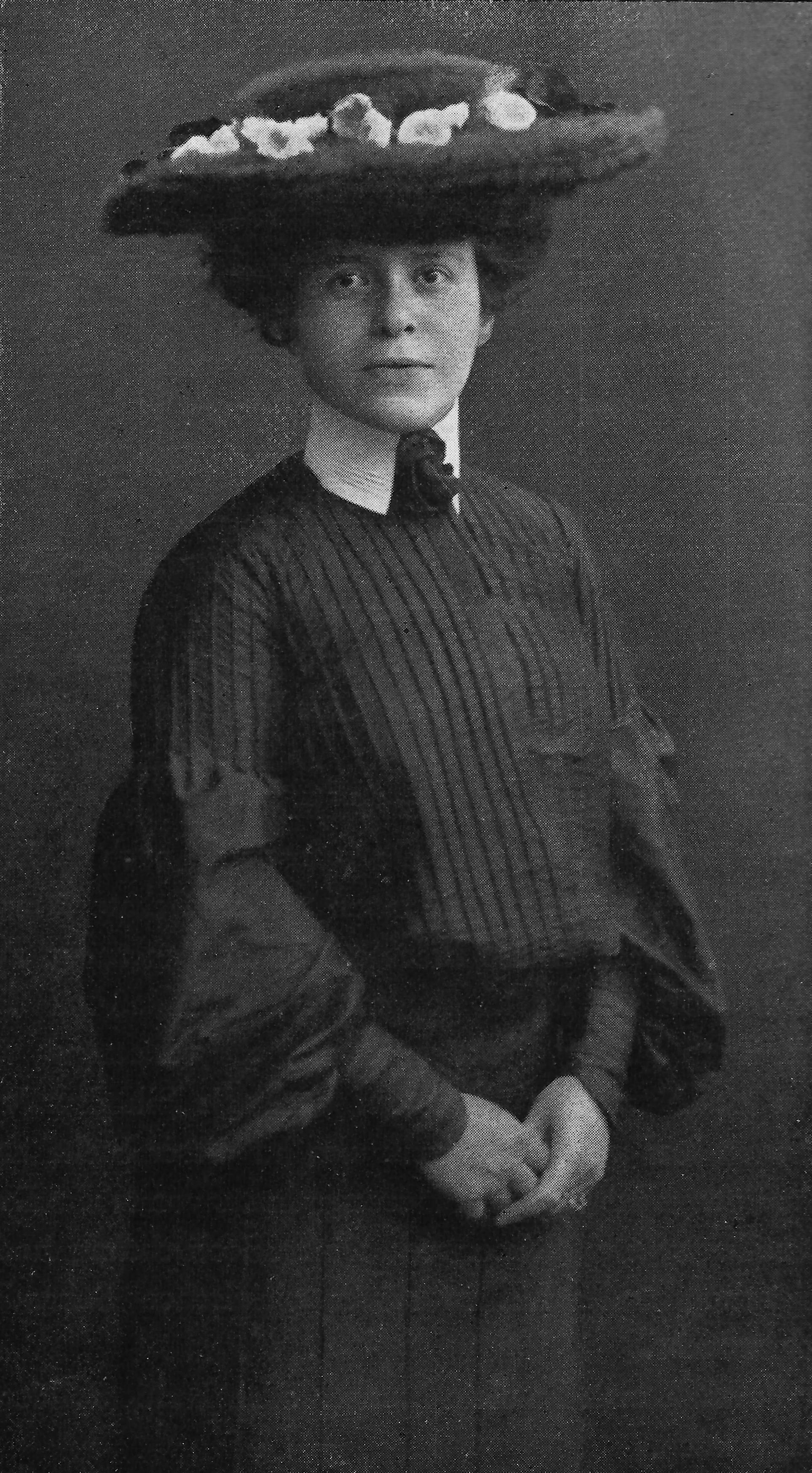
Käthe Münzer, vor 1906

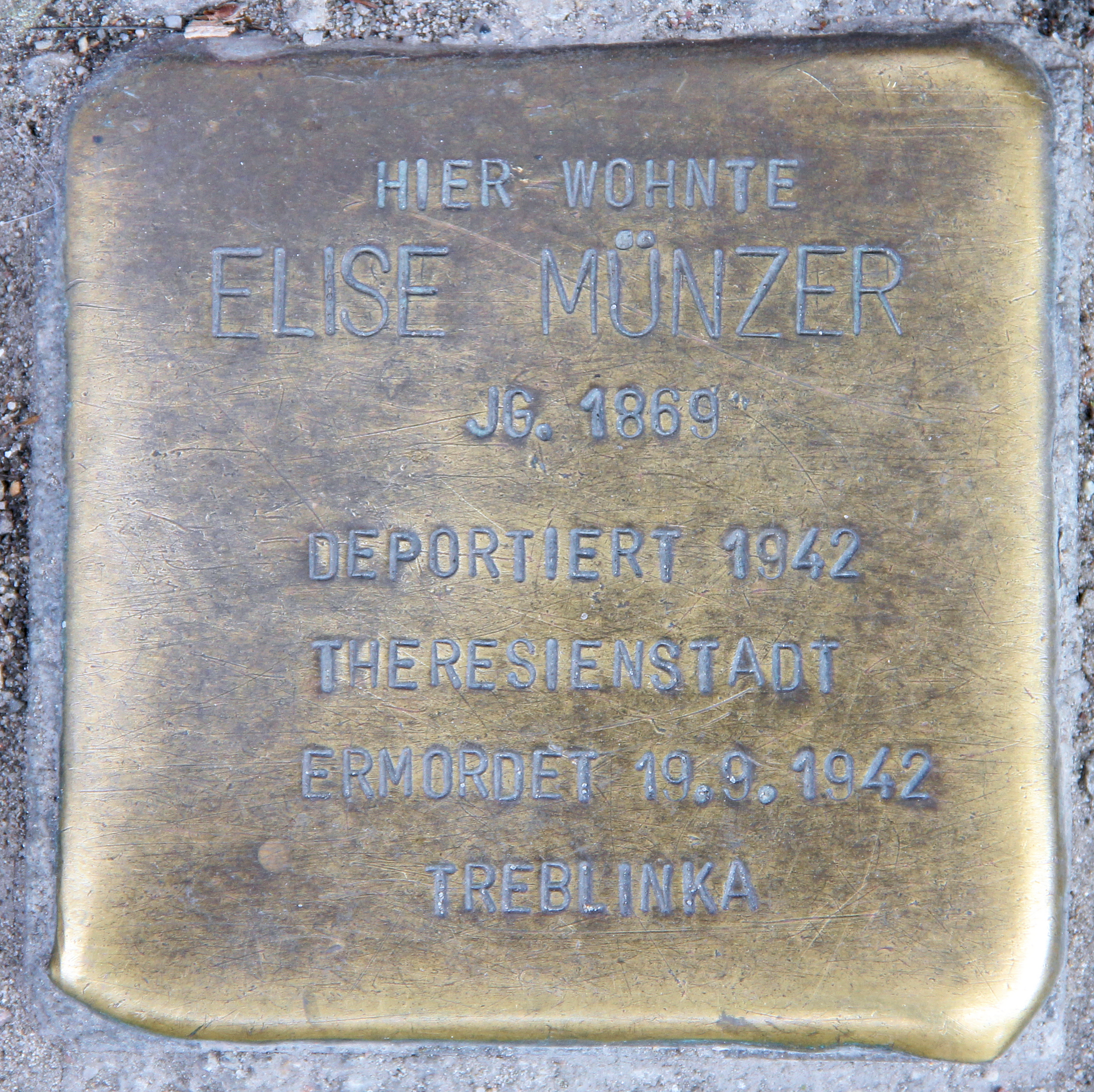
Stolperstein der Schwester Elise Münzer, Grunewaldstraße 56, Berlin-Schöneberg

Käthe Münzer-Neumann (geboren als Käthe Münzer am 31. Mai 1877 in Breslau; gestorben 26. Dezember 1976 in Paris) war eine deutsche Malerin und Karikaturistin.

## Leben und Leistungen
Käthe Münzer studierte um 1900 an der Zeichen- und Malschule des Vereins der Berliner Künstlerinnen (VdBK) bei Franz Skarbina und Max Uth. Ebenfalls um diese Zeit reiste sie nach Paris und studierte an der Académie Julian bei Ernest Laurent und Edmond Aman-Jean. 1904 wurde sie selbst Mitglied im VdBK und beteiligte sich an den Vereinsausstellungen der Jahre 1904, 1911, 1923, 1927, 1928/29, 1929, 1930, 1931, 1932 und 1933. Sie war auch gelegentlich auf der Großen Berliner Kunstausstellung und der Berliner Sezession vertreten. 1907 stellte sie mit 50 anderen Künstlern in der Gesellschaft zur Unterstützung jüdischer Kunst aus.
Am 17. Dezember 1909 heiratete sie Jakob Neumann und nannte sich nun Münzer-Neumann. In den folgenden zwei Jahren arbeitete sie in Warschau, St. Petersburg, Kopenhagen und in den Niederlanden. Münzer-Neumann malte Porträts, Landschaften, Stillleben und Genrebilder im Stil der Neuen Sachlichkeit und des neuen Realismus. Sie zeichnete immer schon Karikaturen, die sie in den Zwanziger Jahren in Zeitschriften wie Lustige Blätter, Ulk und Jugend veröffentlichen konnte. Ein Ullstein-Pressefoto in der B.Z. am Mittag aus dem Jahr 1930 zeigt sie in Berlin zusammen mit der Filmkritikerin Margit Freud, der Schriftstellerin Eleonore Kalkowska, der Schauspielerin Rose Veldtkirch und der Malerin Alice Michaelis.
Im Januar 1933 beteiligte sie sich an einer Gruppenausstellung im Lyceum-Club Berlin, musste aber kurz darauf nach der Machtübergabe an die Nationalsozialisten nach Frankreich emigrieren. Sie überlebte die deutsche Judenverfolgung im besetzten Frankreich versteckt in Paris. Münzer schloss sich der Société des Artistes Français und der Société nationale des beaux-arts an, wo sie regelmäßig ausstellte. Weitere Ausstellungsbeteiligungen hatte sie im Salon d’Automne, im Salon des Indépendants und im Salon des humoristes.
Werke von Münzer befinden sich unter anderem im Märkischen Museum Berlin, im Centre Pompidou und in Tel Aviv Museum of Art.